# Malasia peninsular
Malasia peninsular, Malasia occidental o Malasia del oeste (del malayo: Semenanjung Malaysia) es el territorio de Malasia que se encuentra localizado en la península de Malasia, y comparte frontera terrestre con Tailandia al norte y con Singapur al sur. Posee una superficie aproximada de 131.598 kilómetros cuadrados y es la principal responsable del desarrollo económico del reino. Así mismo, concentra a la mayoría de la población. A través del estrecho de Malaca, al oeste se encuentra la isla de Sumatra. Sin embargo, al este, en el mar de China se encuentra la isla de Borneo, en donde se localiza la otra parte del país, la Malasia Oriental.

## Estados y territorios

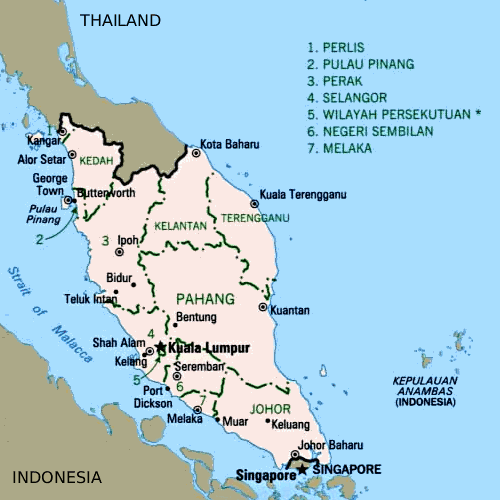
Mapa político de la Malasia peninsular.

La Malasia peninsular incluye un total de 11 estados y 2 territorios federales:
- Norte: Perlis, Kedah, Penang, Perak.
- Costa Este: Kelantan, Terengganu, Pahang.
- Centro: Selangor, y los territorios federales de Kuala Lumpur y Putrajaya.
- Sur: Negeri Sembilan, Malaca, Johor.

## Etimología
En la actualidad se piensa que el nombre 'Malaya' deriva del término con que se designa a un río emplazado en la isla de Sumatra.
El término que se utiliza con mayor frecuencia es el de Malasia peninsular en detrimento de Malasia Occidental o Malasia del oeste, para evitar la idea confusa de que el país se encuentra dividido análogamente a como lo estuvo Alemania hasta 1990 en Alemania del Este y Alemania del Oeste. A su vez se intenta evitar la denominación Malasia cuando se refiere solamente al territorio peninsular de esta con el fin de no confundir con el término que se aplicaba cuando la Malasia Peninsular era colonia británica. Sin embargo, los tres términos son correctos.
- Datos: Q1973345
- Multimedia: Peninsular Malaysia / Q1973345